# Gang des Parisiens
Le Gang des Parisiens est un groupe informel de grimpeurs des années 1980 originaire de la région parisienne ou vivant dans la région parisienne. Le groupe était connu pour faire changer les mentalités, notamment en travaillant les voies plutôt qu'en les grimpant à vue. De plus ils s'attiraient les foudres d'autres grimpeurs en écoutant de la musique forte au pied de voies.

## Membres du groupe
- Antoine Le Menestrel[1]
- Marc Le Menestrel[1]
- Jean-Baptiste Tribout[3]
- Laurent Jacob[2]
- Fabrice Guillot[2]
- David Chambre